# 우연석
우연석(禹然晳, 1980년 5월 13일~)은 한국계 미국인 가수이자 클릭비의 멤버이다.

## 학력
- 서울개일초등학교 (이민)
- Ambest 초등학교 (졸업)
- Granada Hills 중학교 (졸업)
- LA 한국고등학교 (졸업)
- 경희사이버대학교 글로벌경영학과 (학사)

## 음반

### 메인스트림
- 2007년 메인스트림 디지털 싱글 1집 앨범 [Just Starting...]
- 2007년 메인스트림 1집 [Main Stream]
- 2011년 메인스트림 디지털 싱글 [Drinks Up]

## 출연

### 라디오 DJ
- 2004년 iTV iFM 《우연석의 무적라디오》